# Terminator (Film)
Terminator (Originaltitel: The Terminator; abgeleitet vom englischen Verb to terminate ‚beenden‘) ist ein Science-Fiction-Film des Regisseurs und Drehbuchautors James Cameron aus dem Jahr 1984. Darin verkörpert Arnold Schwarzenegger einen Androiden mit menschlichem Gewebe (im Film als Cyborg bezeichnet), den Terminator, aus der Zukunft, dessen Auftrag lautet, Sarah Connor in der Gegenwart zu töten (zu „terminieren“). Der unerwartet sehr erfolgreiche Autorenfilm ist der erste aus einer Reihe von bislang sechs Kinofilmen sowie einer Fernsehserie.
Der mit verhältnismäßig bescheidenem Budget gedrehte Film entwickelte sich zu einem der einflussreichsten Science-Fiction-Filme der 1980er Jahre und zu einem Kultfilm. Trotz eines sehr geringen Textanteils erhöhte der Film die Popularität des damals noch am Beginn seiner Schauspielerkarriere stehenden Schwarzenegger nachhaltig. Sein Satz „I’ll be back“ („Ich komme wieder“) wurde vom American Film Institute in einer Liste der 100 berühmtesten Filmzitate auf Platz 37 gewählt.
In den Kinos der Vereinigten Staaten startete der Film am 26. Oktober 1984, in der Bundesrepublik Deutschland hatte er am 11. März 1985 seine Premiere.

## Handlung

### Die Zukunft – Hintergrundgeschichte (2029)
Im Jahr 2029 ist die Erde infolge eines Atomkrieges verwüstet und der Großteil der Menschheit ausgelöscht. Intelligente Maschinen begannen den Krieg gegen ihre menschlichen Schöpfer, als sie in diesen eine Bedrohung für ihre eigene Existenz vermuteten. Die Überlebenden stehen kurz vor der endgültigen Vernichtung, als ein neuer Anführer namens John Connor beginnt, den bewaffneten Widerstand zu organisieren. Im Jahr 2029 steht dieser schließlich kurz vor dem Sieg über die zentrale Maschineninstanz Skynet, weshalb die Maschinen einen „Terminator“ in das Jahr 1984 zurückschicken. Dieser Androide – eine Maschine, umhüllt von lebendem menschlichen Gewebe, und dadurch fähig, sich unbemerkt unter Menschen zu mischen – wird auf Sarah Connor angesetzt, die Mutter von John Connor, um sie zu töten, bevor sie den zukünftigen Retter der Menschheit gebären kann. Der Widerstand kann durch die Eroberung der Zeitmaschine den Soldaten Kyle Reese in die Vergangenheit schicken, um Sarah zu beschützen.

### Die Gegenwart – Los Angeles (1984)
Der durch eine Zeitmaschine nackt ins Jahr 1984 gereiste Terminator verschafft sich Kleidung, ein Fahrzeug und Waffen, indem er drei Punks angreift und einen Waffenhändler tötet. Im Telefonbuch findet er drei Personen mit dem Namen „Sarah Connor“ und beginnt, diese der Reihe nach zu töten. Auch Reese erreicht das Jahr 1984 nackt, da nur organisches Gewebe durch die Zeit geschickt werden kann. Er stiehlt Kleidung aus einem Geschäft sowie eine Flinte aus einem Polizeiwagen und begibt sich nach der Flucht vor der Polizei auf die Suche nach Sarah. Im Gegensatz zum Terminator kennt Reese ihr Aussehen von einem Foto, das Connor ihm in der Zukunft gegeben hat.
Sarah lebt mit ihrer Freundin Ginger in einer Wohnung. Zunächst erfährt sie während einer Pause auf der Arbeit vom Mord an einer namensgleichen Frau. Am Abend erfährt sie in einer Bar aus dem Fernsehen von bereits zwei Morden an ihren Namensschwestern und erkennt, dass sie in Gefahr ist. Reese, der Sarah bereits gefunden hat, stellt ihr nach und wird von ihr für den Mörder gehalten. Sie flüchtet in die Diskothek „Tech-Noir“ am Pico Boulevard und versucht, Ginger anzurufen. Inzwischen erreicht der Terminator Sarahs Wohnung und tötet die dort anwesende Ginger sowie deren Freund Matt. Sarah hinterlässt auf dem Anrufbeantworter eine Nachricht mit der Angabe ihres Aufenthaltsortes und der Bitte, sie dort abzuholen. Der Terminator hört dies mit und macht sich auf den Weg. 
In der Diskothek kommt es zu einer Schießerei zwischen dem Terminator und Reese. Der Terminator kann durch die Waffen des Jahres 1984 aber nur kurzfristig außer Gefecht gesetzt werden. Sarah und Reese entkommen ihm nur knapp, und nach einer Verfolgungsjagd wird Reese von der Polizei festgenommen. Da auch Sarah sich zu ihrem Schutz auf der Polizeistation befindet, greift der Terminator diese nun an und richtet unter den Polizisten ein Massaker an. Sarah und Reese können abermals mit Mühe fliehen und mieten sich in einem Motel ein. Reese kauft legale Zutaten, um Sprengstoff herzustellen, und die beiden können eine kurze Zeit ausruhen. Sarah ruft ihre Mutter an, jedoch hat der Terminator dies vorausgesehen und Sarahs Mutter ermordet. Am Telefon imitiert er ihre Stimme und erfährt so Sarahs Aufenthaltsort.
Sarah und Reese kommen sich in den nächsten Stunden im Motel näher und zeugen Sarahs Sohn John Connor. Dann trifft der Terminator ein. Es kommt zu einer Verfolgungsjagd, bei der der Terminator die beiden zuerst mit einem Motorrad und dann mit einem Tanklastwagen verfolgt. Reese gelingt es, den LKW mit einer selbstgebauten Rohrbombe zur Explosion zu bringen. Der Terminator scheint zerstört, doch sein Metallskelett erhebt sich nur leicht beschädigt aus den brennenden Trümmern und verfolgt Sarah und Reese weiter, die in eine Fabrik fliehen. Reese kann den Terminator durch eine weitere Rohrbombe aufhalten, findet dabei aber den Tod. Der Terminator wird durch die Explosion in mehrere Teile zerrissen; der noch intakte Oberkörper verfolgt Sarah weiter, bis es ihr schließlich gelingt, den Terminator in einer hydraulischen Presse endgültig zu zerstören.
Einige Monate später reist die inzwischen sichtbar schwangere Sarah nach Mexiko. Ein kleiner Junge macht ein Foto von ihr – eben jenes, welches Reese 45 Jahre später in seinen Händen halten wird. Daraufhin fährt Sarah mit ihrem Jeep die Straße entlang in ein aufziehendes Gewitter hinein.

## Hauptfiguren

### Terminator

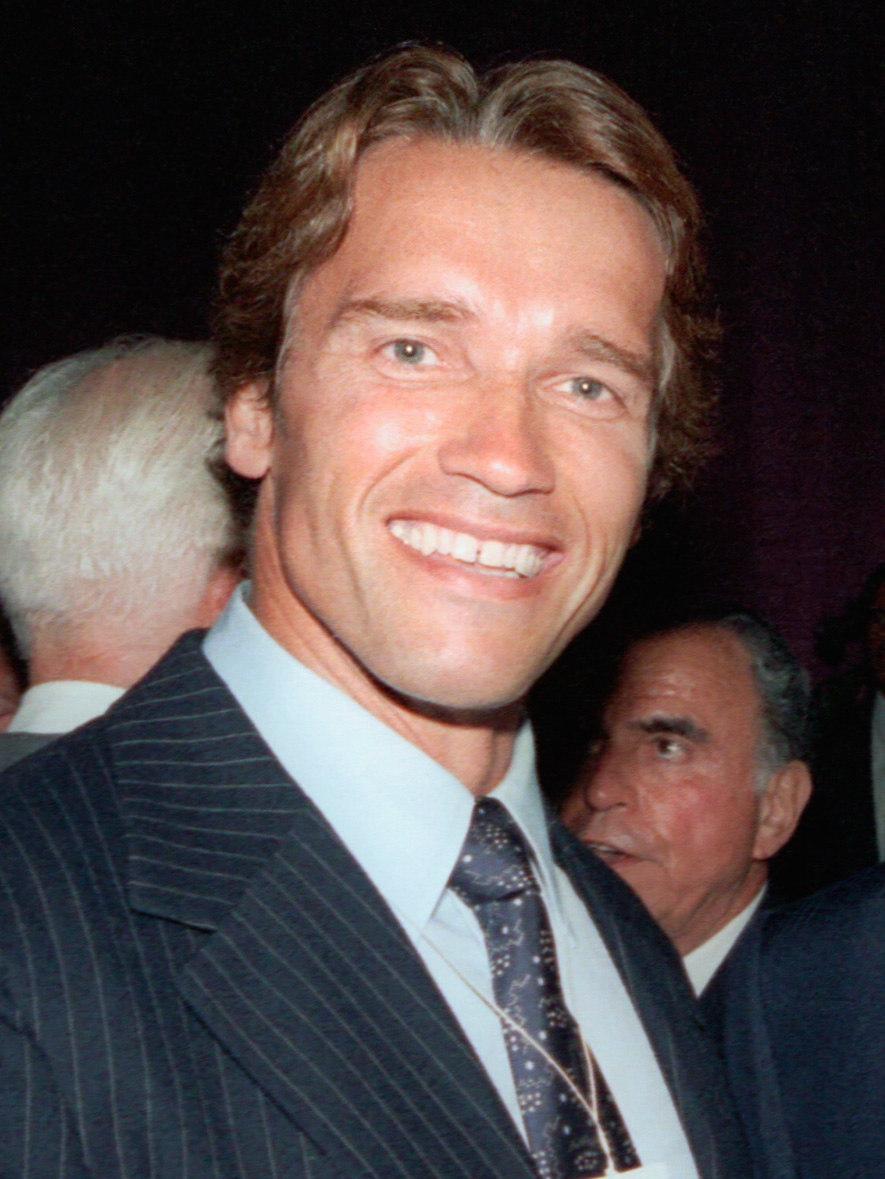
Terminator-Darsteller Schwarzenegger im Jahr 1984

Der als Terminator bezeichnete Androide wird von dem ehemaligen Bodybuilder Arnold Schwarzenegger dargestellt. Der Terminator materialisiert sich auf dem Parkplatz des Griffith Observatory in Los Angeles. Die nackte und ungewöhnlich muskulöse Gestalt strahlt Entschlossenheit und Härte aus. Sie begibt sich in die nächtlich-funkelnde Stadt hinab. Wortkarg und mit außergewöhnlicher Brutalität beschafft sie sich bei herumlungernden Punks Kleidung.
Der Terminator agiert im Gegensatz zu klassischen Film-Bösewichten stets kalt-rational und schnell. Er verschwendet keine Zeit mit unnötigen Drohungen oder Erklärungen und nutzt sämtliche ihm zur Verfügung stehenden Mittel, um sein Ziel zu erreichen. Mitleid, Reue oder gar Angst sind ihm fremd. Er spürt keinen Schmerz, hat übermenschliche Kräfte und sein Körper scheint unzerstörbar. Gewehrkugeln richten genauso wenig nennenswerten Schaden an wie massive Kollisionen mit Kraftfahrzeugen. Nur allmählich nimmt seine organische Hülle in den Gefechten Schaden. Als der Terminator durch ein brennendes Hindernis rennt, brennen seine Haarspitzen und die Augenbrauen ab. Dadurch tritt sein maskenhaftes Wesen deutlich hervor. Sein körperlicher Einsatz leidet darunter nicht. Er springt, als Kyle Reese mit Sarah Connor flüchtet, auf die Motorhaube des fahrenden Wagens, hält sich an der Karosserie fest und durchschlägt mit der Faust die Frontscheibe, um Sarah zu sich herauszuzerren.
Erst nach einer für ihn verheerenden Verfolgungsjagd, bei der er mit dem Auto gegen eine Mauer rast, nimmt er so schweren Schaden, dass Teile seiner Außenhaut zerstört werden. Er zieht sich in ein Hotelzimmer zurück, repariert sein beschädigtes mechanisches Handgelenk und entfernt sein beschädigtes organisches Auge, unter dem sein rot leuchtendes elektromechanisches Auge zum Vorschein kommt. Um in der Öffentlichkeit weiterhin tätig sein zu können, verbirgt er sein teilweise entmenschlichtes Gesicht hinter einer schwarzen Sonnenbrille. Selbst die Explosion eines Tanklastzuges kann den Terminator nicht aufhalten. In der Folge vollständig seiner menschlichen Haut entledigt, kämpft der nur noch aus einem Metallskelett bestehende Terminator weiter. Selbst die Abtrennung seiner Beine durch Sprengstoff hält ihn noch nicht auf. Er kann erst gestoppt werden, als es Sarah gelingt, mit einer Presse seine Haupteinheit im Kopf zu zerstören.

### Sarah Connor
Sarah Connor, dargestellt von Linda Hamilton, ist eine junge Frau, deren durchschnittlich gestresstes Leben kaum erahnen lässt, in welche Situation sie hineingeraten wird. Trotzdem offenbart die intelligente Frau rasch einen gewissen Scharfsinn, als sie von der merkwürdigen Mordserie an Personen gleichen Namens erfährt. Sie begibt sich in eine Diskothek und entschließt sich, die Polizei anzurufen. Diese beruhigt sie, da sie sich an einem öffentlichen Ort in Sicherheit befinde, und will einen Streifenwagen schicken. Sarah trifft den Terminator in der Diskothek zum ersten Mal und kann kaum glauben, dass er wenige Sekunden, nachdem er von einer Waffe mehrfach getroffen worden ist, aufsteht und von Neuem die Verfolgung aufnimmt. Sie lässt sich anfangs nur sehr widerwillig von Kyle Reese die Situation erklären, folgt diesem aber anschließend. Sie findet Vertrauen zu Reese, von dem sie geschwängert wird. Sarah kämpft mit immer größer werdendem Einsatz gegen die maschinelle Bedrohung und kann den Terminator letztlich zerstören.
Sarah Connor gilt als Prototyp des weiblichen Filmhelden, der von diesem Film an zunehmend auch mit starkem körperlichem Einsatz dargestellt wird. Einige Jahre zuvor verkörperte zwar Sigourney Weaver als Ellen Ripley in Alien eine ähnlich kraftstrotzend-entschlossene weibliche Rolle, jedoch hat sich vor allem die Figur der Sarah Connor ikonenhaft ins Bewusstsein eingegraben.

### Kyle Reese
Kyle Reese ist ein Tech Sergeant der Resistance und ein erfahrener Kriegsveteran. Ihm fällt die wichtige Rolle zu, Sarah Connor, die er nur von einem alten Foto kennt, in der Vergangenheit vor dem Terminator zu beschützen. Als er im Jahr 1984 ankommt und sie beschattet, nimmt sie ihn zunächst als kriminellen Stalker wahr, erfährt aber im Laufe der Zeit seine Beweggründe, glaubt ihm schließlich und verliebt sich in ihn. Wie sich später zeigt, ist er aufgrund seiner Liebesnacht mit Sarah schließlich der Vater von John, dem Anführer der Resistance. Er stirbt in der Firma beim abschließenden Kampf gegen den Terminator.

## Hintergrund

### Drehbuch
Cameron hatte laut eigener Aussage während der Produktion von Fliegende Killer – Piranha II 1981 einen Traum von einem flammenumhüllten Roboter-Skelett. Gemeinsam mit seinen Freunden William Wisher Jr. und Randall Frakes entwickelte er daraus den ersten Drehbuchentwurf. Cameron verkaufte diesen später für 1 Dollar an die Produzentin Gale Anne Hurd unter der Bedingung, dass er die Regie übernehmen dürfe. Cameron und Hurd verfeinerten das Drehbuch weiter und erhielten alleinige Writing Credits.
Der Autor Harlan Ellison zog nach der Veröffentlichung von Terminator gegen Cameron vor Gericht, weil er in Ähnlichkeiten zu seinen Drehbüchern Soldier und Demon with a Glass Hand, die 1964 in der US-Fernsehserie The Outer Limits verfilmt worden waren, Urheberrechtsverletzungen sah. Spätere Veröffentlichungen von Terminator enthalten im Abspann einen Hinweis auf Ellisons Arbeiten. Die Handlung des Films ähnelt auch derjenigen des B-Movies Cyborg 2087 von Franklin Adreon aus dem Jahr 1966.

Laut Produzentin und Co-Drehbuchautorin Gale Anne Hurd gab es für die Macher von Terminator ursprünglich Vorgaben bezüglich des Endes des Films. Danach sollte Terminator mit einer Umarmung zwischen den Charakteren Kyle Reese und Sarah Connor abschließen. Hurd und Regisseur Cameron gelang es letztlich allerdings, ihre Vision durchzusetzen. 

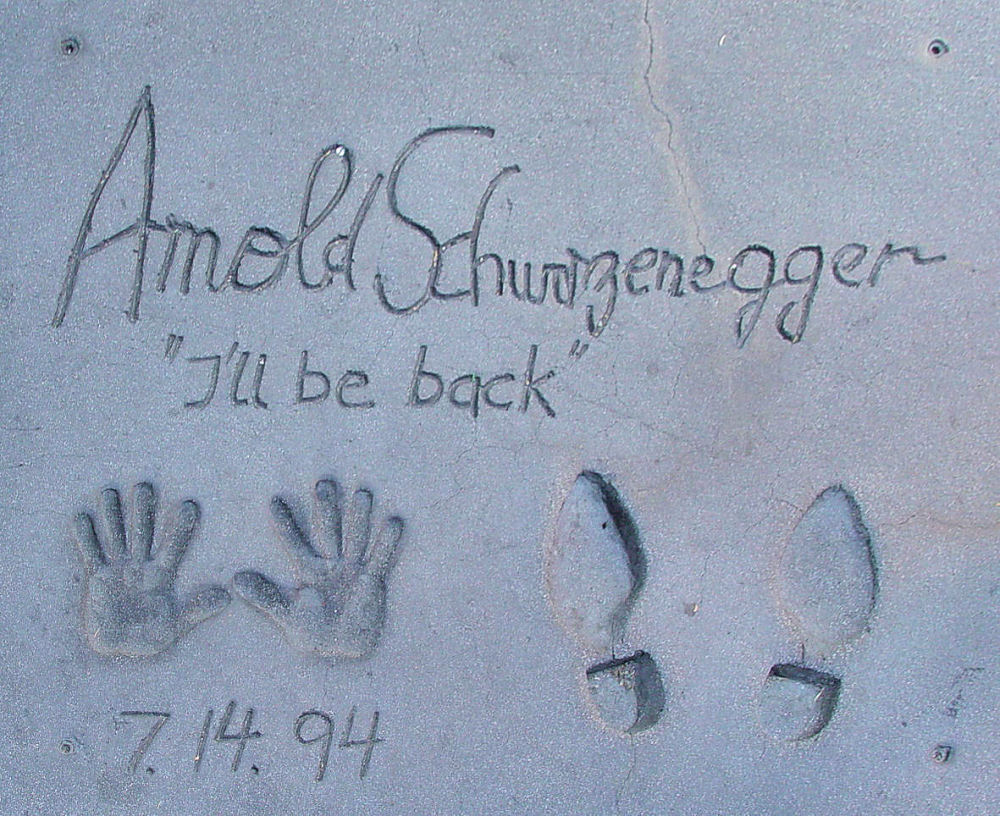
Der durch den Film berühmt gewordene Satz „I’ll be back“ (dt. „Ich komme wieder“) in Los Angeles

Schwarzenegger war bei der Erstlesung des Satzes I'll be back im Drehbuch unzufrieden, weil dieser für ihn „nicht nach einer Maschine klang“. Auf Nachfrage des Drehbuchautors James Cameron schlug Schwarzenegger I will be back vor, woraufhin Cameron antwortete: Look, I don't correct your acting, don't correct my writing und schlug vor, dass Schwarzenegger den Satz zehnmal nacheinander aufsagen solle und man dann beim Schnitt den besten Take nehmen werde. Schwarzenegger war im Nachhinein sehr überrascht, dass dieser kurze Satz solche Berühmtheit erlangte.

### Dreharbeiten
Der mit vergleichsweise niedrigen Kosten von 6,4 Millionen Dollar produzierte Film wurde zum bis dahin größten Erfolg für Arnold Schwarzenegger, der im ganzen Film nur 17 Sätze mit insgesamt ca. 70 Wörtern spricht. Der ursprünglich auf Frühjahr 1983 angesetzte Produktionsstart sollte in Toronto stattfinden, verzögerte sich aber wegen der Dreharbeiten zu Conan der Zerstörer, so dass die Dreharbeiten erst im März 1984 in Los Angeles begannen. Die meisten Filmszenen wurden im Stadtgebiet von Los Angeles und in dessen Umland gedreht. Die Szenen des Showdowns in der Fabrik wurden in City of Industry östlich der Stadt, die Schlussszene an der Tankstelle in Sun Valley wurde nördlich von Los Angeles gedreht. Die Dreharbeiten dauerten bis zum Mai 1984.

### Altersfreigaben und Schnittfassungen
Die Originalversion des Films erhielt ursprünglich eine Altersfreigabe ab 18 Jahren und wurde am 31. Oktober 1985 von der Bundesprüfstelle für jugendgefährdende Medien indiziert; im August 2010 wurde sie vom Index gestrichen. Sie wurde danach von der Freiwilligen Selbstkontrolle der Filmwirtschaft (FSK) neu geprüft und erhielt am 27. September 2010 eine Altersfreigabe ab 16 Jahren, wodurch sie vor einer erneuten Indizierung geschützt ist.
Aufgrund der Indizierung der Originalversion durften bis 2010 im deutschen Free-TV stets nur geschnittene Versionen gezeigt werden. Diese Versionen waren je nach Umfang der Kürzungen ab 16 oder ab 18 Jahren freigegeben. Die Erstausstrahlung im deutschen Fernsehen erfolgte am 19. April 1992 auf RTLplus. Diese Fassung entsprach noch der damaligen leicht gekürzten FSK-18-Videofassung, alle weiteren Ausstrahlungen im deutschen Fernsehen waren dann bis zur Neuprüfung stärker gekürzt.
Die alte ab 16 Jahren freigegebene deutsche DVD war gegenüber der Originalversion um rund fünf Minuten gekürzt.

### Entfernte Szenen
Aus der späteren Filmfassung wurden einige Szenen entfernt, die Hinweise auf die über das Filmende hinausgehende Handlung geben. Sarah Connor zieht bereits in diesem Film die Zerstörung der Firma Cyberdyne, die später Skynet entwickeln wird, in Betracht und diskutiert diese Möglichkeit mit Kyle Reese. Dieser beharrt jedoch darauf, dass solches nicht seine Mission sei, obwohl Sarah bereits die Adresse der Firma aus dem Telefonbuch recherchiert hat. Sarah wird in Terminator 2 – Tag der Abrechnung bereits versucht haben, ihren Plan in die Tat umzusetzen, und ihn weiterverfolgen. Ebenso wird in zwei Szenen darauf hingewiesen, wie die Cyberdyne Systems Corporation an das Wissen zur Entwicklung von Skynet gelangt. Beim Abtransport der verletzten Sarah ist der Schriftzug Cyberdyne auf dem Firmenlogo des Fabrikgebäudes zu lesen, in dem in einer weiteren Szene zwei Mitarbeiter einen Computerchip aus der Haupteinheit des Terminators entdecken.

## Fortsetzungen
1991 und 2003 folgten zwei Fortsetzungen, die mit erheblich höherem Aufwand gedreht wurden: Terminator 2 – Tag der Abrechnung (Kosten ca. 100 Mio. US-Dollar), ebenfalls von James Cameron gedreht, und Terminator 3 – Rebellion der Maschinen (Kosten ca. 170 Mio. US-Dollar), in dem Jonathan Mostow Regie führte. Der von Schwarzenegger gespielte Terminator wird in den beiden Fortsetzungen zum Beschützer. In Terminator 2 obliegt ihm der Schutz John Connors. In Terminator 3 gilt dieser Schutz primär Kate Brewster und erst sekundär John Connor. Dabei muss er sich mit immer fortschrittlicheren Terminator-Modellen (T-1000 und T-X) auseinandersetzen.
2008 und 2009 lief im US-amerikanischen Fernsehen die Serie The Sarah Connor Chronicles, die die Geschichte von Sarah und John Connor nach Terminator 2 – Tag der Abrechnung in einer anderen Zeitlinie erzählt, in welcher John Connor einen weiteren Terminator durch die Zeit zurückschickt, um seine Mutter vor dem Tod in Terminator 3 – Rebellion der Maschinen zu bewahren. Ebenfalls kam 2009 mit Terminator: Die Erlösung der vierte Kinofilm, zu dem im selben Jahr die computeranimierte, sechsteilige Spin-off-Webserie Terminator Salvation: The Machinima Series folgte. 2015 erschien der Kinofilm Terminator: Genisys.
Ende Oktober 2019 kam der sechste Teil Terminator: Dark Fate in die Kinos. Dieser fungiert als Fortsetzung des zweiten Teils Terminator 2 – Tag der Abrechnung. Terminator 3 – Rebellion der Maschinen, Terminator: Die Erlösung und Terminator: Genisys werden somit ignoriert.
| Jahr | Film | Titel                                      | Bemerkung                  |
| ---- | ---- | ------------------------------------------ | -------------------------- |
| 1984 | 1    | Terminator                                 | Kinofilm                   |
| 1991 | 2    | Terminator 2 – Tag der Abrechnung          | Kinofilm                   |
| 2003 | 3    | Terminator 3 – Rebellion der Maschinen     | Kinofilm                   |
| 2008 | –    | Terminator: The Sarah Connor Chronicles    | Fernsehserie               |
| 2009 | 4    | Terminator: Die Erlösung                   | Kinofilm                   |
| 2009 | –    | Terminator Salvation: The Machinima Series | Computeranimierte Webserie |
| 2015 | 5    | Terminator: Genisys                        | Kinofilm                   |
| 2019 | 6    | Terminator: Dark Fate                      | Kinofilm                   |

## Kritiken
Der Film erhielt überwiegend positive Kritiken. Das Filmkritik-Portal Rotten Tomatoes gibt für den Film 100 % positive bei 63 ausgewerteten Rezensionen an und er hat einen Metascore von 85 von 100 bei Metacritic.

„Ein origineller, handwerklich versiert konstruierter und beklemmend intensiver Actionfilm mit martialischem Grundton, der freilich allzu kompromißlos Gewalt zelebriert.“

„Ein Meilenstein des Action-Genres.“

„Vor allem strukturell ist ‚Terminator‘ ein Actionfilm wie kaum ein anderer, indem er das Genre auf seine Essenz reduziert. Was nicht heißen soll: nur Prügeleien, Schießereien oder Autojagden. Sondern: Dieser Film ist wie der Terminator selbst, er walzt unaufhaltsam voran. Die nötigen Hintergrundinformationen werden zwischendurch geliefert, gerne auch mal inmitten einer Verfolgungsjagd, wie im Tiefgaragenduell. Das Ergebnis ist ein Actionfilm, der sowohl eine faszinierende Geschichte erzählt als auch mächtig aufs Gaspedal drückt.“

„Ein überaus finsteres Sciencefiction-Werk vom Meister des Genres. Mit einem ideal besetzten Hauptdarsteller, jeder Menge Action und einigem Tiefgang unter der reißerischen Oberfläche schuf James Cameron (‚Titanic‘) einen packenden Film, der nicht nur neue Maßstäbe setzte, sondern auch das vorwegnahm, was später in der Sciencefiction-Literatur als ‚Cyberpunk‘ bekannt wurde.“

## Auszeichnungen
Saturn-Award-Verleihung 1985
- Bester Science-Fiction-Film
- Bestes Drehbuch: James Cameron und Gale Anne Hurd
- Bestes Make-Up: Stan Winston
- weitere Nominierungen:
  - Beste Regie: James Cameron
  - Bester Hauptdarsteller: Arnold Schwarzenegger
  - Beste Hauptdarstellerin: Linda Hamilton
  - Beste Musik: Brad Fiedel

National Film Preservation Board
- 2008 Aufnahme ins National Film Registry

## Sonstiges
- Die grundsätzliche Thematik des Films wird in der Literatur als Großvaterparadoxon bezeichnet.
- Die Kurzgeschichte Second Variety von Philip K. Dick beschreibt eine Welt, in der sich Kampfmaschinen auf ähnliche Weise vom Menschen ungewünscht entwickeln und schließlich zu mörderischen Androiden werden. Sie wurde erstmals 1995 in dem Sci-Fi Film Screamers und 2018 nochmals als Episode der Anthologie-Serie Philip K. Dick’s Electric Dreams verfilmt.
- Ursprünglich war Lance Henriksen für die Rolle des Terminators vorgesehen, und Arnold Schwarzenegger sollte Kyle Reese darstellen. Als Schwarzenegger und Cameron übereinkamen, dass Schwarzenegger den besseren Terminator geben würde, bekam Henriksen die Nebenrolle als Detective Vukovich. Weitere Kandidaten für die Titelrolle waren O. J. Simpson und Jürgen Prochnow. Laut Cinema war auch der Magnum-Darsteller Tom Selleck als Kampfmaschine aus der Zukunft vorgesehen.[16]
- Der Soundtrack zum Film erschien im Mai 1994 unter dem Titel The Terminator (The Definite Edition) und stammt von Brad Fiedel. Dessen bei Soundtrack-Fans sehr bekanntes Terminator-Thema wurde im vierten Teil der Reihe durch den Komponisten Danny Elfman wieder aufgegriffen und neu orchestriert, so dass es epischer klingt. Teilweise wird es aber auch als Gitarrensolo gespielt. Drei von Tané McClure gesungene Lieder (You Can’t Do That, Burnin’ in the Third Degree und Photoplay) stammen von der Band Tahnee Cain & Tryanglz.
- Der Terminator wird im Film von Reese als Cyborg bezeichnet. Streng genommen ist das nicht korrekt. Ein Cyborg ist eine Lebensform, welche mit technischen Mitteln erweitert wurde. Der Terminator ist ein Androide. Er bezeichnet sich selbst im zweiten Film korrekt als kybernetischen Organismus, bestehend aus menschlichem Gewebe über einem metallischen Endoskelett. Erst im vierten Teil der Filmreihe wird mit der Person des Marcus Wright ein wirklicher Cyborg dargestellt.
- 1989 erschien mit Terminator II eine vermeintliche, nicht autorisierte Fortsetzung des Regisseurs Bruno Mattei. Der Film wurde aufgrund von Lizenzproblemen in den USA unter dem Titel „Shocking Dark“ veröffentlicht. In Deutschland erschien er unter dem Titel Contaminator.[17] Die Story von Contaminator ist aber eher ein Plagiat von Camerons Aliens – Die Rückkehr, in das Elemente aus Terminator eingefügt wurden.[18]
- Im Mai 2025 veröffentlichte die Berliner Country-Rock-Band The BossHoss einen gemeinsamen Song mit Schauspieler Arnold Schwarzenegger, den die Band auf einer Benefizveranstaltung kennenlernte, mit dem Titel I'll be back. In Anlehnung an das berühmte und in die Filmgeschichte eingegangene Zitat des Terminators in dem Science-Fiction-Film. Außerdem tritt Schwarzenegger im dazugehörigen Musikvideo auf.

## Synchronisation
Die Synchronarbeiten übernahm die Hermes Synchron nach einem Dialogbuch und der Dialogregie von Ronald Nitschke, der auch eine Sprechrolle im Film hat.
| Rolle                 | Schauspieler          | Synchronsprecher         |
| --------------------- | --------------------- | ------------------------ |
| Terminator T-800      | Arnold Schwarzenegger | Thomas Danneberg         |
| Sarah Connor          | Linda Hamilton        | Joseline Gassen          |
| Kyle Reese            | Michael Biehn         | Ulrich Gressieker        |
| Lieutenant Ed Traxler | Paul Winfield         | Helmut Krauss            |
| Detective Vukovich    | Lance Henriksen       | Engelbert von Nordhausen |
| Ginger Ventura        | Bess Motta            | Traudel Haas             |
| Dr. Peter Silberman   | Earl Boen             | Friedrich W. Bauschulte  |
| Matt Buchanan         | Rick Rossovich        | Ronald Nitschke          |
| Waffenverkäufer       | Dick Miller           | Hans Nitschke            |
| Punk #1               | Bill Paxton           | Nicolas Böll             |
| Punk #2               | Brian Thompson        | Tobias Meister           |
| Nancy                 | Shawn Schepps         | Bettina Spier            |